# Francisco de Paula Canalejas y Casas
Francisco de Paula Canalejas y Casas (Lucena, 2 de abril de 1834-Madrid, 4 de mayo de 1883) fue un abogado, catedrático y literato español del siglo XIX. Muy joven se estableció en Madrid, estudiando en el Instituto de San Isidro y en la Universidad Central. Se licenció en Filosofía y Letras en 1856, y en Jurisprudencia en 1857.

## Biografía
En 1857 fue nombrado catedrático auxiliar de la Facultad de Filosofía y Letras, y doctor en 1858. El 13 de marzo de 1860, ganó la cátedra de Literatura general en la Universidad de Valladolid, de donde volvió a la de Madrid como catedrático supernumerario en 1862. Al año siguiente también ganó por oposición, la cátedra de Principios generales de Literatura, y Literatura española, que desempeñó hasta 1872, en que fue trasladado a la de Historia de la Filosofía en el grupo del doctorado. 
Como abogado consiguió gran renombre. Se distinguió en la redacción de Códigos, de la que formó parte, y, como político, figuró en las Cortes republicanas de 1873. Durante varios años presidió la sección de Literatura del Ateneo de Madrid.
Francisco de Paula era tío del político José Canalejas, el que sería varias veces ministro, y luego primer ministro entre 1910 y 1912.

## Principales obras y discursos
- Introducción al estudio de la Filosofía platónica
- Curso de Literatura general (II Tomos, un tercero inédito)
- Estudios críticos de Filosofía, Política y Literatura (I tomo)
- Doctrinas religiosas del racionalismo contemporáneo (I tomo)
- Las doctrinas del doctor iluminado Raimundo Lulio (I tomo)
- Los poemas Caballerescos y los libros de Caballerías (I tomo)
- La poesía Heroica popular castellana (I tomo)
- La poesía moderna
- Discursos reunidos de las discusiones del Ateneo La poesía dramática, la poesía lírica y la poesía religiosa
- Conferencias en el Ateneo sobre la Poesía épica en la antigüedad y en la Edad Media
- Discurso leído en su recepción en la Academia sobre Las leyes que presiden a la lenta y constante sucesión de los idiomas en la historia indoeuropea
- Contestación de don Juan Valera
- Los autos sacramentales de don Pedro Calderón de la Barca, discurso leído en la Academia Española
- Del carácter de las pasiones en la tragedia y en el drama, discurso leído en la Academia Española
- Discurso contestación al de ingreso de don Agustín Pascual en la Academia Española, sobre Las lenguas germánicas
- Discurso contestación al de ingreso de Castelar en la Academia Española, sobre Universalidad del arte
- Discurso leído en la Universidad al doctorarse, sobre la Ley de relación interna de las ciencias filosóficas
- Discurso en la Universidad, apertura del curso de 1874 a 75, sobre La Voluntad; cartas a Campoamor sobre El Panteísmo
- Discurso sobre Cervantes en la velada que celebró la Academia Española en 23 de abril de 1869
- Conferencias sobre La educación literaria de la mujer (7 de marzo de 1869)
- Don Alfonso el Sabio, novela escrita a la edad de quince años en unión de Castelar.